# Тодор Лазић
Тодор Лазић (Београд, 30. август 1930 — Београд, 19. јул 2000) био је југословенски и српски кошаркашки тренер.
Лазић је као тренер предводио ОКК Београд у два наврата.